# Herniaria fruticosa
Herniaria fruticosa es una especie perteneciente al género Herniaria, de la familia Caryophyllaceae. Se la conoce como matilla de la orina, herniaria de los yesos y trencapedres. Se trata de una matilla leñosa y suele vivir en zonas muy degradadas sobre suelos yesíferos y salinos.

## Descripción
Es una planta sufrútice con tallos postrados o suberectos; ramas de hasta 30 cm de altura, ± densamente agrupadas, en general con los nudos engrosados y con fascículos de hojas axila-res; entrenudos de hasta 6 mm, densamente cubiertos de pelos cortos, suaves, de patentes a subreflejos. Hojas de hasta 2(3,6) x 1,3(1,75) mm, de ovado-triangulares a casi oval-oblongas, carnosas, obtusas, de finamente pubérulas, especial-mente en el margen, a casi glabras, a veces de margen engrosado; estípulas de hasta 1,75 x 0,75 mm, densamente ciliadas, rojizo-purpúreas cuando jóvenes, blanquecinas más tarde, a veces purpúreas aún de adultas. Glomérulos de (3)7 o más flores, terminales y laterales, densamente agrupados en los extremos de las ramillas. Flores (1,75)2-2,25 mm, tetrámeras, sésiles, oblongas, densamente pubescentes en la parte basal, con pelos de 0,3-0,6 mm, muy finos, patentes y generalmente heterótricos, unos uncinados y otros rectos. Sépalos desiguales, carnosos, erectos, glabrescentes; los exteriores, de espatulado-obovados a oblongos, obtusos, cubriendo a los interiores; éstos, anchamente ovales y de margen prominente, membranáceo, inflexo, con manchas purpúreas, a veces muy netas, cerca de la base-, ápice algo cucado. Ovario emarginado apicalmente; estigmas 0,25-0,3 mm, divergentes desde el ápice del ovario, claviformes, gruesos, de color marrón. Utrículo c. 1 x 0,6 mm, elipsoidal.

## Distribución y hábitat
Se encuentra en terrenos yesíferos y salinos, secos y soleados; a una altitud de 0-1200(1500) metros, en el C, E y S de la península ibérica. 

## Taxonomía
Herniaria fruticosa fue descrita por Carlos Linneo y publicado en Centuria I. Plantarum ... 8. 1755.
Citología
Número de cromosomas de Herniaria fruticosa (Fam. Caryophyllaceae) y táxones infraespecíficos:  2n=18
Etimología
Herniaria: nombre genérico que deriva del latín hernia.  Según Cordus, del nombre vulgar entre los franceses (hemiaire) de la quebrantapiedras. Al parecer, recibió este nombre por la supuesta propiedad de curar las hernias.
fruticosa: epíteto latino que significa "arbustiva".
Sinonimia
- Herniaria verticillata Pourr. ex Willk. & Lange
- Heterochiton fruticosa Graebn. & Mattf.[5]

## Nombre común
- Castellano: herniaria, herniaria de yesos, hierba del sapo, quebrantapiedras, ruinas.[6]